# 丹氏象法螺
丹氏象法螺（学名：Cymatium dunkeri）为法螺科梭法螺屬下的一个种。